# Кокшаровское сельское поселение
Кокшаровское се́льское поселе́ние — сельское поселение в Чугуевском районе Приморского края.
Административный центр — село Кокшаровка.

## История
Статус и границы сельского поселения установлены Законом Приморского края от 11 октября 2004 года № 146-КЗ «О Хорольском муниципальном районе»

## Население
| 2010  | 2011  | 2012  | 2013  | 2014  | 2015  | 2016  |
| ----- | ----- | ----- | ----- | ----- | ----- | ----- |
| 3135  | ↘3124 | ↘3034 | ↘2938 | ↘2818 | ↘2762 | ↘2728 |
| 2017  | 2018  | 2019  |       |       |       |       |
| ↘2710 | ↘2616 | ↘2549 |       |       |       |       |

## Состав сельского поселения
В состав сельского поселения входят 7 населённых пунктов:
| № | Населённый пункт | Тип населённого пункта       | Население |
| - | ---------------- | ---------------------------- | --------- |
| 1 | Заветное         | село                         | ↘376      |
| 2 | Кокшаровка       | село, административный центр | ↘1161     |
| 3 | Лесогорье        | село                         | ↘234      |
| 4 | Окраинка         | село                         | ↘7        |
| 5 | Полыниха         | село                         | ↘100      |
| 6 | Самарка          | село                         | ↗971      |
| 7 | Саратовка        | село                         | ↘286      |

## Местное самоуправление
Администрация
Адрес: 692616, с. Кокшаровка, ул. Советская, 46. Телефон: 8 (42372) 31-6-17
Глава администрации
- Анаева Татьяна Селиверстовна